# Vania
Vania  è un nome proprio di persona italiano maschile e femminile.

## Varianti
- Vanja[1], Wania[1], Vannia[1], Vanio[1]

## Origine e diffusione
È un adattamento fonetico di Ваня (Vanja), nome maschile russo che costituisce un ipocoristico di Ivan, ossia Giovanni; è usato anche in altre lingue slave, come sloveno, croato e serbo, dove ha valenza anche femminile. 
Il nome è giunto in Italia per via letteraria grazie al dramma di Čechov del 1899 Zio Vanja, venendo impiegato quasi esclusivamente come femminile (tranne la variante "Vanio"); gode comunque di scarsa diffusione, e negli anni 1970 se ne contavano circa mille occorrenze, attestate con maggior frequenza nell'Italia centro-settentrionale, specie in Toscana. Nella forma Vanja è usato anche in Scandinavia, anche qui quasi sempre come femminile.
Non è correlato al personaggio biblico Vania, che è uno degli israeliti citati in Ed 10:36 che sposarono una donna straniera: tale nome deriva dall'ebraico Vaniah, di significato ignoto, interpretabile forse come "degno di amore".

## Onomastico
Nessun santo ha mai portato il nome "Vania", che quindi è adespota; l'onomastico può essere festeggiato il 1º novembre, festa di Ognissanti, oppure, data l'origine, in concomitanza di quello di Giovanni o Giovanna.

## Persone

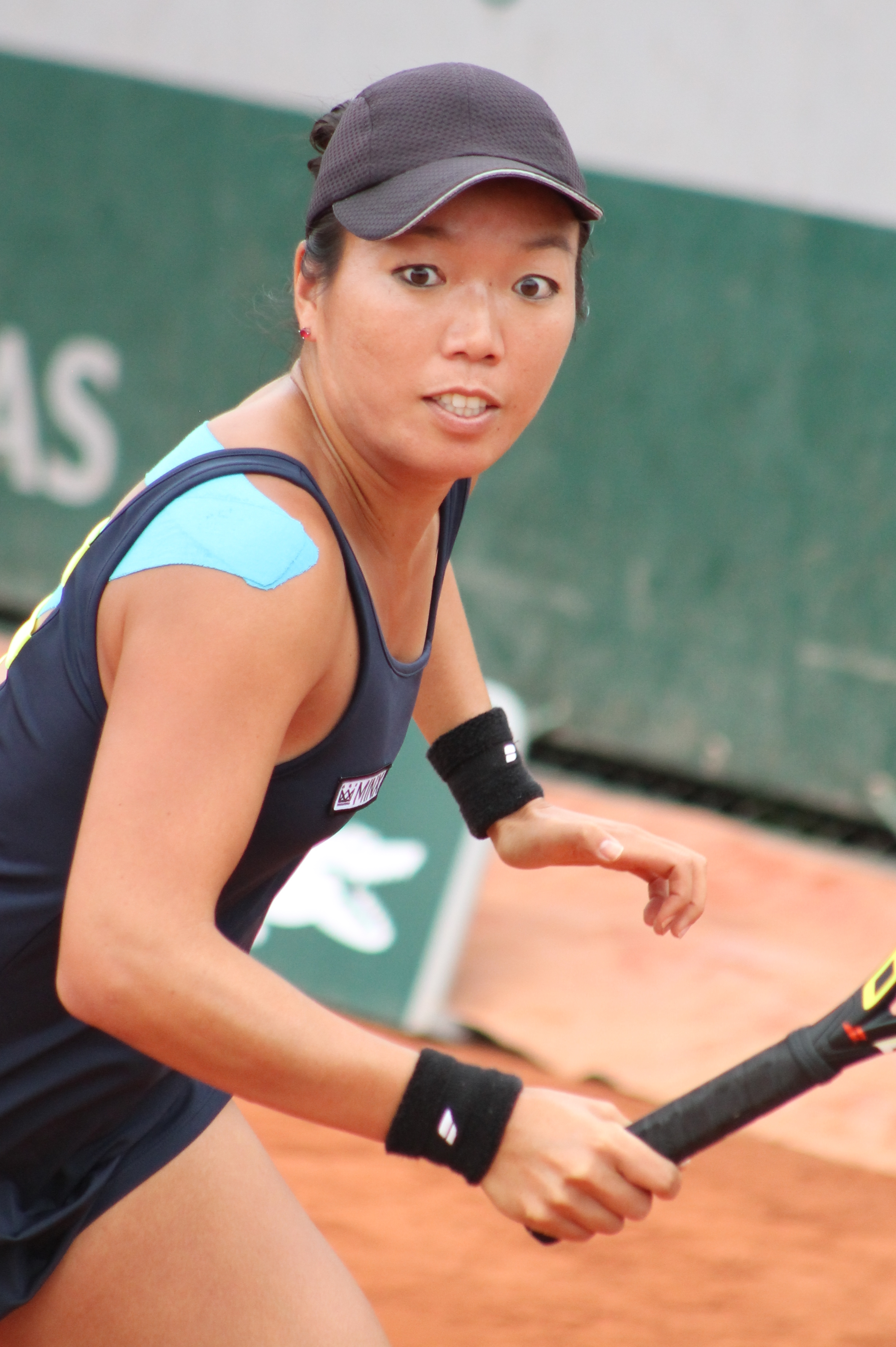
Vania King

### Femminile
- Vania King, tennista statunitense
- Anna Vania Mello, pallavolista italiana
- Vania Millán, modella spagnola
- Vania Valbusa, politica italiana

### Variante femminile Vanja

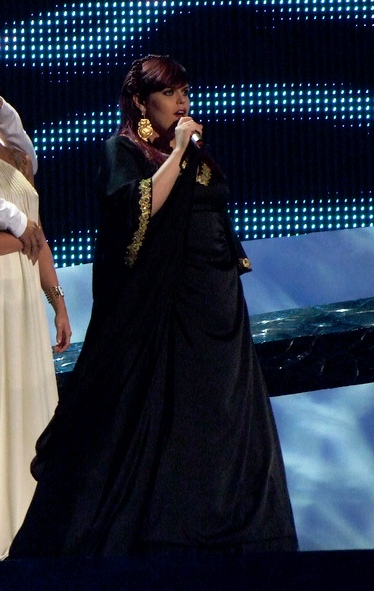
Vânia Fernandes

- Vanja Dermendžieva, cestista bulgara
- Vanja Geševa, canoista bulgara
- Vanja Rupena, modella e conduttrice televisiva croata
- Vanja Vojnova, cestista bulgara

### Variante femminile Vânia
- Vânia Fernandes, cantante portoghese
- Vânia Hernandes de Souza, cestista brasiliana

### Variante maschile Vanja
- Vanja Milinković-Savić, calciatore serbo
- Vanja Plisnić, cestista serbo
- Vanja Rogulj, nuotatore croato
- Vanja Udovičić, pallanuotista serbo

## Il nome nelle arti
- Zio Vanja è un dramma di Anton Čechov.
- Vanya Hargreeves è un personaggio della serie a fumetti The Umbrella Academy di Gerard Way.
- Vanja è un personaggio del film del 2003 Il ritorno, diretto da Andrej Zvjagincev.